# Passiflora candida
Passiflora candida (Poepp. & Endl.) Mast. – gatunek rośliny z rodziny męczennicowatych (Passifloraceae Juss. ex Kunth in Humb.). Występuje naturalnie w Wenezueli, Gujanie, Gujanie Francuskiej oraz Brazylii (w stanach Acre, Amazonas, Amapá, Pará i Roraima). 

## Morfologia
PokrójZdrewniałe, trwałe, owłosione liany.
LiścieOwalne lub podłużnie owalne, rozwarte lub ostrokątne u podstawy, skórzaste. Mają 8–22 cm długości oraz 7–14 cm szerokości. Całobrzegie, z tępym lub ostrym wierzchołkiem. Ogonek liściowy jest owłosiony i ma długość 20–25 mm. Przylistki są trójkątne, mają 5–7 mm długości.
KwiatyPojedyncze lub zebrane w pary. Działki kielicha są podłużne, białe, mają 3–4,5 cm długości. Płatki są podłużne, białe, mają 3–4,5 cm długości. Przykoronek ułożony jest w czterech rzędach, żółty, ma 1–29 mm długości.
OwoceSą elipsoidalnego kształtu. Mają 8 cm długości i 4 cm średnicy. Są zielonożółtawej barwy.